# Punta de Cascades

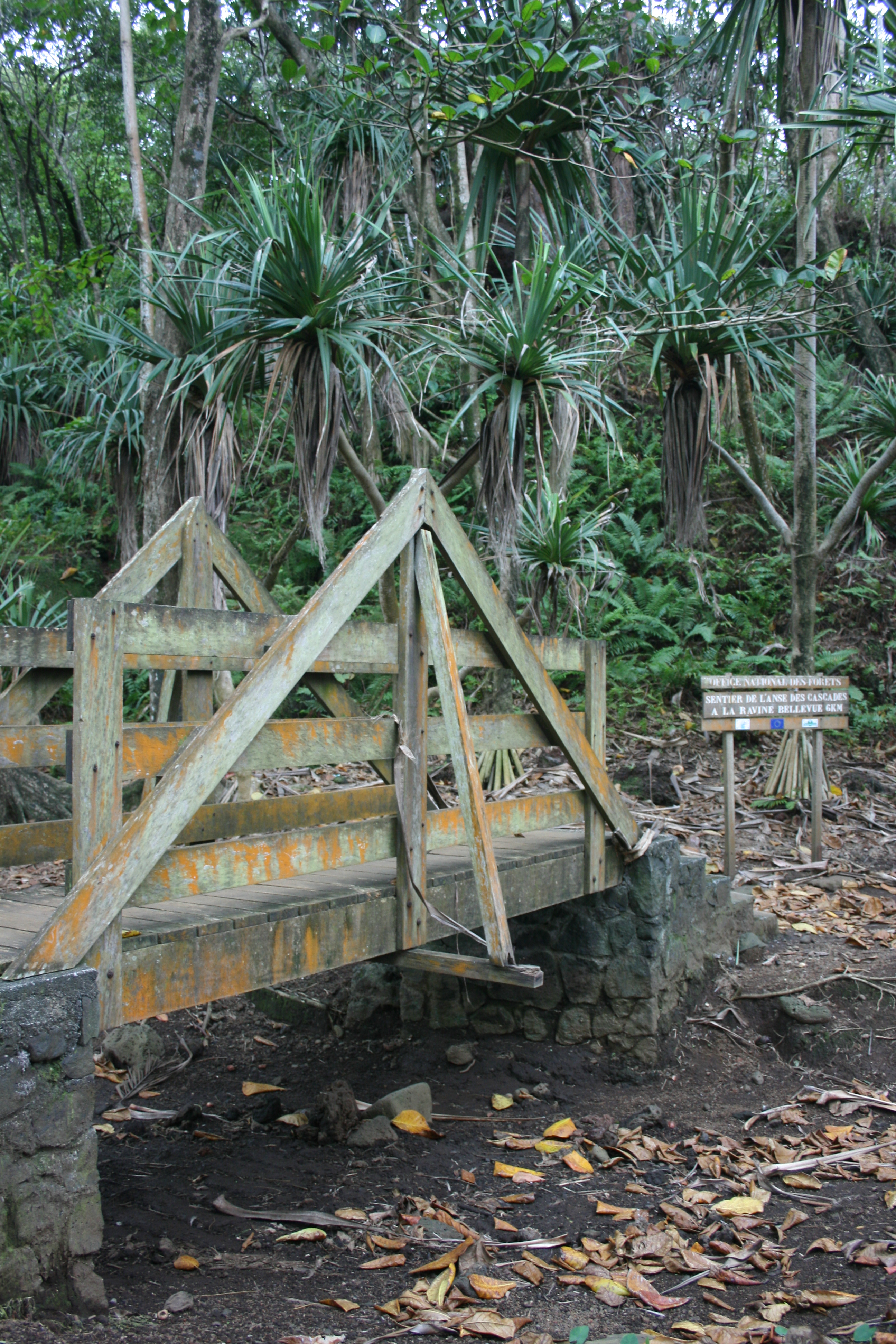
El pequeño puente que marca el inicio de la ruta de senderismo de la Punta de Cascades.

La Punta de Cascades es un cabo situado en la comuna francesa de Sainte-Rose, en el departamento de Reunión, en el océano Índico.
Se trata de un saliente de tierra bordeando la ensenada des Cascades al que se llega desde Sainte-Rose por el sendero de la pointe des bambous.
Tiene la particularidad de ser el punto más al este de la Francia metropolitana y de ultramar (21°6′S 55°47′E / -21.100, 55.783).